# Hullegowdanahalli, Bangalore North
Hullegowdanahalli là một làng thuộc tehsil Bangalore North, huyện Bangalore Urban, bang Karnataka, Ấn Độ.